# Misma éditions
Pour les articles homonymes, voir MISMA.
Misma est une maison d'éditions indépendante française de bande dessinée.
Fondée en 2004 à Toulouse par les frères jumeaux Damien et Guillaume Filliatre, alias Estocafich et El Don Guillermo, les éditions Misma collaborent avec une quarantaine d'auteurs français et étrangers emblématiques de la création indépendante de ce médium.
La revue Dopututto renommée Dopututto Max regroupant plusieurs histoires courtes parait de 2004 à 2015 et sert de laboratoire d'expérimentation à ses auteurs qui s'expriment dans des styles graphiques et narratifs souvent singuliers.
Avec son univers pop et coloré, une importance donnée à la facture de ses livres et un choix éditorial novateur, Misma est devenue une maison d'éditions incontournable dans l'univers des éditions indépendantes.
Le catalogue Misma ne suit pas le principe de collection. Chaque livre est un objet indépendant au format et au nombre de page qui lui est propre.
Lors du 40e festival international de la bande dessinée d'Angoulême, les Éditions Misma reçoivent le Prix de la bande dessinée alternative pour leur revue Dopututto Max no 3.

## Auteurs et publications
- Yoon-Sun Park
  - L'aventure de l'homme-chien, 2013
  - Le jardin de Mimi, 2014
  - Le club des chats, 2016
  - En Corée, 2017
  - Les aventures de Hong Kiltong, 2018
  - Le club des chats casse la baraque, 2019
  - Où est le club des chats, 2021

- Alexandre Géraudie
  - Une journée à moi, 2023
- Anna Haifisch
  - The artist, 2016
- Nazario
  - Anarcoma, 2017
  - Fabulosas, 2022
- Dorothée de Monfreid
  - Les choses de l'amour, 2020
- Roope Eronen
  - X-MAS Surprise, 2015
  - Caca room, 2019
- Takayo Akiyama
  - Y-Front Mouse, 2013
- Claude Cadi
  - Beats per minute 1, 2012
  - Beats per minute 2, 2013
- Estocafich
  - Loups-Garous Boogie, 2012
- Gauthier
  - Peau de lapin, 2013
- Émilie Plateau
  - Moi non plus, 2015
  - L’épopée infernale, 2021
- El don Guillermo
  - Dame un beso, 2014
  - La fille sans culotte, 2016
  - Salami Show, 2019
- Ronald Grandpey
  - Les nuages s’enroulent en torpilles, 2021
  - La réponse du ciel, 2021
  - Duel déclaré, 2021
- Simon Hanselmann
  - Megg, Mogg & Owl, Magical Ecstasy Trip, 2015
  - Megg, Mogg & Owl, à Amsterdam, 2016
  - Megg, Mogg & Owl, Anthology vol. 1, 2016
  - Megg, Mogg & Owl, Happy Fucking Birthday, 2017
  - Megg, Mogg & Owl, Winter Trauma, 2019
  - Megg, Mogg & Owl, Long Story Short, 2020
- Hicham Amrani
  - Svend & le Xanax, 2018
- Marion Puech
  - Couenne, 2008
- Mathias Martinez
  - Clocki, 2023
- Sandrine Martin
  - Petites niaiseuses, 2015
- Magius
  - La méthode Gemini, 2023
- Marie Boisson
  - Bianca et la forêt des parents égarés, 2023
- Camille Blandin
  - On est en finale, 2014
- Delphine Panique
  - En temps de guerre, 2015
  - Orlando, 2021
  - Un beau voyage, 2021
- Jan Soeken
  - Ready, Fight!, 2024
- Anne Simon
  - La geste d’Aglaé, 2012
  - Cixtite impératrice, 2014
  - Boris l’enfant patate, 2018
  - Gousse & Gigot, 2020
  - L’Institut des Benjamines, 2022
  - Henry, James et les autres, 2024
- Hideyasu Moto
  - Une chouette vie, 2023
- Henri Crabières
  - Hubert et Alexis, 2024
- Johnny Ryan
  - Johnny Ryan touche le fond, 2017
- Alex Schubert
  - Blobby Boys, 2015
- Michelangelo Setola
  - Les déchets, 2021
- Min-seok Ha
  - Détective, 2020
- Pao-Yen Ding
  - Road to Nowhere, 2019
  - Road to Nowhere 2, 2021
- Sekaiichi Asakura
  - Sarami princesse de l’enfer, 2022
- Newliu
  - David en furie, 2024
- Nando von Arb
  - 3 papas, 2020
- Paolo Cattaneo
  - L’été dernier, 2019
- Nylso
  - Gros ours et Petit lapin, 2016
  - Kimi le vieux chien, 2018
  - My Road Movie, 2020
  - Les cabanes de Nylso, 2022
  - Les Julys, 2024

## Expositions
- Exposition collective Misa : Misma perché ti amo pour les 20 ans de la maison d'édition dans le cadre du festival Formula Bula du 19 septembre 2024 au 1er octobre 2024
- Exposition collective Misma au festival international de la bande dessinée d'Angoulême janvier 2014.
- Exposition collective Misma à la Galerie Lulu Mirette (Toulouse) du 20 octobre au 14 novembre 2008.

## Prix et récompenses
- 2013, Prix de la bande dessinée alternative au Festival International de la Bande Dessinée d'Angoulême pour la revue DOPUTUTTO MAX.
- 2018, Prix de la série pour l'album Megg, Mogg & Owl/ HAPPY FUCKING BIRTHDAY, au Festival International de la Bande Dessinée d'Angoulême